# 제럴드 불
제럴드 빈센트 불(Gerald Vincent Bull, 1928년 3월 9일 ~ 1990년 3월 22일)은 캐나다의 공학자로, 연구 분야는 장사정포였다. 그는 거대한 대포를 이용해 인공위성을 경제적으로 발사할 수 있게 하는 것을 평생의 목표로 삼았고, 마침내 이라크 정부에 고용되어 프로젝트 바빌론이라는 거포를 제작하게 되었다. 그러나 불은 1990년 3월 벨기에 브뤼셀의 자기 아파트 바깥에서 암살되었다.